# Lamothe-Capdeville
Lamothe-Capdeville é uma comuna francesa na região administrativa de Occitânia, no departamento de Tarn-et-Garonne. Estende-se por uma área de 11,92 km². Em 2010 a comuna tinha 1 092 habitantes (densidade: 91,6 hab./km²).